# Radiotélescope ARO de 12 m
Le Radiotélescope ARO de 12 m (ARO 12-m telescope) est un radiotélescope d'observation millimétrique. Celui-ci est l'un des deux radiotélescopes possédés par l'Université de l'Arizona (« Arizona Radio Observatory » : ARO). Il était autrefois géré par le « National Radio Astronomy Observatory » (NRAO). Cette antenne se situe en Arizona, aux États-Unis, à environ 80 km au sud-ouest de Tucson à l'observatoire de Kitt Peak situé à 1 894 m d'altitude.

## Histoire
Appartenant autrefois au NRAO, ce radiotélescope est entré en service sous le nom de « 36 foot Telescope ». Celui-ci permit la naissance de l'observation millimétrique moléculaire. Ainsi des dizaines de molécules connues comme présentes dans le milieu interstellaire ont tout d'abord été découvertes par cet instrument. En 1984, il subit une importante maintenance qui amena le remplacement de la surface de réflexion de son antenne ainsi que celle de sa structure. Il fut ensuite renommé « 12 meter Telescope ».

## Caractéristiques
Cet instrument est constitué d'une antenne parabolique de 12 m de diamètre pouvant protégée par une coupole. Il peut étudier des ondes dont la fréquence varie de 68  à   300 GHz.
 Il est utilisé par plus de 150 astronomes par an dans le cadre de recherches spectroscopiques.